# Obediência (álbum)
Obediência é um álbum de estúdio do cantor cristão Carlinhos Felix, lançado em 2008 pelo selo Boas Novas. Seguindo as características do último trabalho inédito, Na Tua Sombra, a obra mescla o rock cristão com o canto congregacional, contendo uma faixa interativa. Além de lançado em CD foi distribuído em formato digital em portais de música como o iTunes a partir de 2010.

## Gravação
O álbum contou com produção musical de Val Martins e Carlinhos Felix e manteve a influência rock do projeto anterior. Em entrevista ao Guia-me, Felix disse que "o tempo vai passando, a tecnologia vai aumentando e a gente acompanha. A música, hoje está muito ligada à tecnologia na parte de produção".

## Lançamento e recepção
| Críticas profissionais | Críticas profissionais |
| Avaliações da crítica  | Avaliações da crítica  |
| Fonte                  | Avaliação              |
| ---------------------- | ---------------------- |
| O Propagador           | [ 2 ]                  |

Obediência foi lançado em 2008 pelo selo Boas Novas. O guia discográfico do O Propagador atribuiu uma cotação de 3 estrelas de 5 para o álbum, afirmando que "Seguindo as tendências do último disco, o cantor novamente trouxe temáticas congregacionais a um som pop rock".
Em 2010, o álbum foi lançado nas plataformas digitais com distribuição da Atração Fonográfica.

## Faixas
A seguir lista-se as faixas, compositores e durações de cada canção de Obediência, segundo o encarte do disco.
| N.º            | Título             | Compositor(es)                      | Duração |  |
| 1.             | "Prova de Amor"    | Carlinhos Felix                     | 5:24    |  |
| 2.             | "Lembra-te de Mim" | Adson Sodré                         | 4:07    |  |
| 3.             | "Ouça a sua Voz"   | Carlinhos Felix e Tikinho Rodrigues | 4:02    |  |
| 4.             | "Se eu Obedecer"   | Carlinhos Felix e Marcos Paulo      | 5:03    |  |
| 5.             | "Meu Louvor"       | Carlinhos Felix e Marcos Paulo      | 4:26    |  |
| 6.             | "Tua Santidade"    | Carlinhos Felix e Moises Gama       | 4:13    |  |
| 7.             | "Fonte de Amor"    | Marcos Fabrício e Val Martins       | 4:21    |  |
| 8.             | "No Meu Interior"  | Carlinhos Felix                     | 4:25    |  |
| 9.             | "Falando de Vida"  | Carlinhos Felix                     | 4:19    |  |
| 10.            | "Subindo"          | Dito Rodrigues                      | 3:57    |  |
| 11.            | "Prata e Ouro"     | Moises Gama                         | 6:19    |  |
| Duração total: | Duração total:     | Duração total:                      | 50:22   |  |

## Ficha técnica
A seguir estão listados os músicos e técnicos envolvidos na produção de Obediência:
- Produção Executiva: Honor Music
- Arranjos: Adson Sodré
- Produção Musical: Val Martins e Carlinhos Felix
- Baixo: Dedy Coutinho
- Guitarras e Violões: Adson
- Teclados: Val Martins
- Bateria: Sérgio Melo
- Engenheiros de Gravação e Mixagem: Val Martins e Marcos Fabrício
- Vocais: Roby Olicar, Anderson, Adelson e Kamila du Valle
- Músicos na faixa "Prata e Ouro": Stefano de Moraes, Fabinho e Juninho Guitarra
- Foto Fundo de Caixa: Décio Figueiredo (SP)
- Concepção e Design: Marcus Castro
- Direção Geral: Carlinhos Felix
- Coordenação Geral: Adriana Felix
- Gravação e Masterização: Stúdio S2
- Produção Fonográfica: Atração Fonográfica